# 死ぬより怖い禁煙運動
「死ぬより怖い禁煙運動」 （しぬよりこわいきんえんうんどう、Butt Out）はコメディセントラル のテレビ番組 サウスパークの第109話で、アメリカ合衆国で2003年12月3日に放送された。
この回では、主人公たちが悪さをして罰を受けるのを避けようとしながら、町民と国益団体（時には大災害）との争いを起こさせ、最後にはその対立から教訓を得るというこれまでのサウスパーク（映画を含む）のよくある展開を風刺している。

## あらすじ
大袈裟に明るい反喫煙音楽団体『タバコ・アウト！』（"Butt Out"）がサウスパーク小学校でダンスとヒップホップを取り入れたパフォーマンスで子供たちに喫煙の危険性を訴える。もし煙草をやめれば「俺たちのように」（"just like us"）なれると宣言するパフォーマンスのお決まりのようなわざとらしさに主人公たちは辟易する。煙草を吸わなければ「俺たちのように」なってしまうと言葉通りに捉えた主人公たちは校舎裏へ行き、激しく咳き込んでしまうにもかかわらず煙草を吸い始める。スクールカウンセラーのマッケイ先生が近づいてくると、主人公たちは火の点いている煙草を近くのごみ箱に投げ捨てるがそれによって学校全体が火事になってしまう。主人公たちは校長先生と親たちの前に呼び出されるが、親たちは学校が焼失したことではなく子供が喫煙をしたことに恥じて怒る。（学校が焼失したことには校長先生も親たちも終始気づいていなかった）。親たちは広告によって子供たちに悪影響を与えているに違いないタバコ会社に責任があると確信する。子供たちはタバコ会社に責任を転嫁し罪を逃れたが、カイルはサウスパークのお決まりの展開であると気づき、これから来るであろう災難を避けようと他の3人を説得する。町では子供たちの喫煙を広げないために有名なスポークスマンであるロブ・ライナーが呼び出される。ライナーは情熱的に喫煙の健康への害を主張して喫煙に反対するが、ライナーは絵に描いたような暴食家で常にジャンクフードを食べていて、自分の意見を理解しない人間を軽蔑し、自分の意見を傲慢に他者に押し付けるような人間であった。しかしカートマンはそんなライナーを尊敬するようになる。
ライナーは女性に変装し（ウィッグを被っているが髭は剃られていない）、主人公たちを連れて煙草工場の見学へ行く。副工場長は彼らに煙草の歴史を教え、喫煙の危険性が発表されてからは工場では警告のラベルを煙草に貼っていて、喫煙する人は必ずその情報を目にするようになっているということを伝え、カイルはそれを合理的だと思った。ライナーは主人公たちの写真を撮ると変装を解き、従業員の一人を手すりの上から床に投げ落として逃走する。ライナーは主人公たちを反喫煙団体基地に連れて行き、「喫煙反対」（"Anti-Smoking"）スタッフのうちの「上品で優しい」("decent and caring")メンバーを紹介しようと言うが、その人物たちはみんな顔が青白く猫背で黒い服に身を包んでいた。ライナーは撮った写真をフォトショップで加工させ、工場の重役が子供たちに煙草を与えているように見せようとしている。カイルとスタンはライナーの戦略を嫌い、ライナーが反喫煙のテレビコマーシャルに出演する機会を与えようとしても２人は断るが、カートマンはライナーに強く同調した。
カートマンはコマーシャルの中で、煙草の副流煙による肺がんで今にも死にそうであると言わされるが、その台詞の終盤でライナーがカートマンを肺がんで死んだことにするために殺そうとしていることに気づく。カートマンは他3人のもとへ逃げ出し、3人はカートマンを連れて煙草工場へ戻ろうとする。カイルは再びこれはお決まりの展開であると警告し、町民と工場との間に立って喫煙の責任が自分たちにあること認め、そこから何を学んだかを話すべきだと他3人を導く。4人は工場へ辿り着くが、町民とライナーが（ケーキを丸ごと食べながら）工場と対立する。ライナーが自分の計画について話すと町民は食ってかかり、ライナーがそれは全く問題ないと説明しようとするとカイルが話し始める（最初に短くスタンに向かって「ほらな？分かってたんだ」（"See? I knew it."）と挟む）。カイルは自分たちの行動の責任を他者がとろうとしていることについて話し、ライナーの意見の押し付けを「ファシスト」と呼ぶ。カートマンはライナーをフォークで刺すと、ライナーは緑色の粘着質な液体が入った骨のない嚢生物であることが判明し、その中身をすべて出し尽くした。親たちは子供たちが自分たちの意思で喫煙したことに対して4週間の外出禁止を決める。スタンは「教訓を得た」（"learnd our lesson"）と言ったがカイルは「いや、何も得てない」（"No, we didn’t, dude. No, we didn’t."）と返した。

## 制作過程
"Butt Out"はトレイ・パーカーによって脚本と演出がされた。マット・ストーンはこの回はカリフォルニアの喫煙禁止と映画監督のロブ・ライナーのパロディ作品を作りたいという熱望から着想を得たと語った。ストーン曰く、「カリフォルニアの喫煙禁止とロブ・ライナーが私たちを『そうだ、これが私たちの作りたいものだ』と駆り立てた。ロブ・ライナーの話を作ったとき、ちょうど私たちみんながそれを知っていた。ロブ・ライナーはただの偉大な標的だ。」

## テーマ
この回は、関係のない第三者が反喫煙教育を行うが、ターゲット層の若者には安っぽいと思われてしまい、彼らが伝えたかったのであろうメッセージが素晴らしく否定されていることを風刺している。またこの回はサウスパーク全体に共通するテーマである大人たちのうぬぼれも風刺していて、サウスパークでは大人たちは喫煙問題について非効率的で意味を為さない方法で対応している。Brian C. Andersonによると、この回はハリウッドのうぬぼれ具合と、リベラリズム、特に喫煙規制を支持していると有名なアメリカ人映画監督であるロブ・ライナーを風刺しているという。ライナーやハリウッドは喫煙者に対して独善的な態度や認識を持っていて、貧困層や中層階級への理解が欠けているように見える。この回は、煙草業界やテレビとハリウッドのような無関係な権力を非難するのではなく、喫煙に対して個人で責任を負うことを支持している（麻薬、酒、煙草を魅惑的に見せているとテレビはよく非難されている）。そういったことを示唆するために作中では煙草工場の重役は理性的で上品な人物で、ライナーやハリウッドは卑劣でエリート主義な人物であるように描かれている。もう一つのテーマはロブ・ライナーがいつも食べているファストフードは煙草と同じくらい危険であるがそのことが見過ごされていると指摘することである。

## 評価
"Butt Out"には多くの好意的な意見が見られた。保守派の記者であるen:Brian C. Andersonはライナーやハリウッド、また反喫煙団体の活動を「オリンピアの尊大さとエリート自由主義者の反自由主義を完璧に捉えて」描いていると称賛した。Andersonは、特にライナーがバーで喫煙している工場労働者を怒鳴りつけ、ライナーのように高級な別荘で時間を過ごしてリラックスするべきだと言うシーンで上手く描かれていると言った。またAndersonはこのシーンを「古典的な場面」と表現した。
en:The BattalionのAmanda Kiserはこの回の反喫煙教育の描写を次のように言って称賛した。「もしプリティーンな見世物が見たいのだったらサウスパークの"Butt Out"の回を見なさい。真実はそこまで馬鹿げていないとしても、あいつらは信じられないくらい吐き気を催すほどの自意識過剰なhipだ。」
タイムズ・ハイアー・エデュケーションのRichard Ivesも次のように言ってこの回を称賛した。「私がこの回を見せた教師たちは溜息をつきながら評価した。」
スコットランドのDaily Record はこの回を格別に「タイムリーだ」と評価した。